# Мёне
Мёне (нем. Möhne) — река в Германии (земля Северный Рейн-Вестфалия, правый приток реки Рур.
Мёне протекает через города Брилон, Рютен и Варштайн. Около устья реки находится водохранилище Мёнезе, которое является местом отдыха, а его вода используется для выработки электроэнергии.

## Притоки и водохранилища

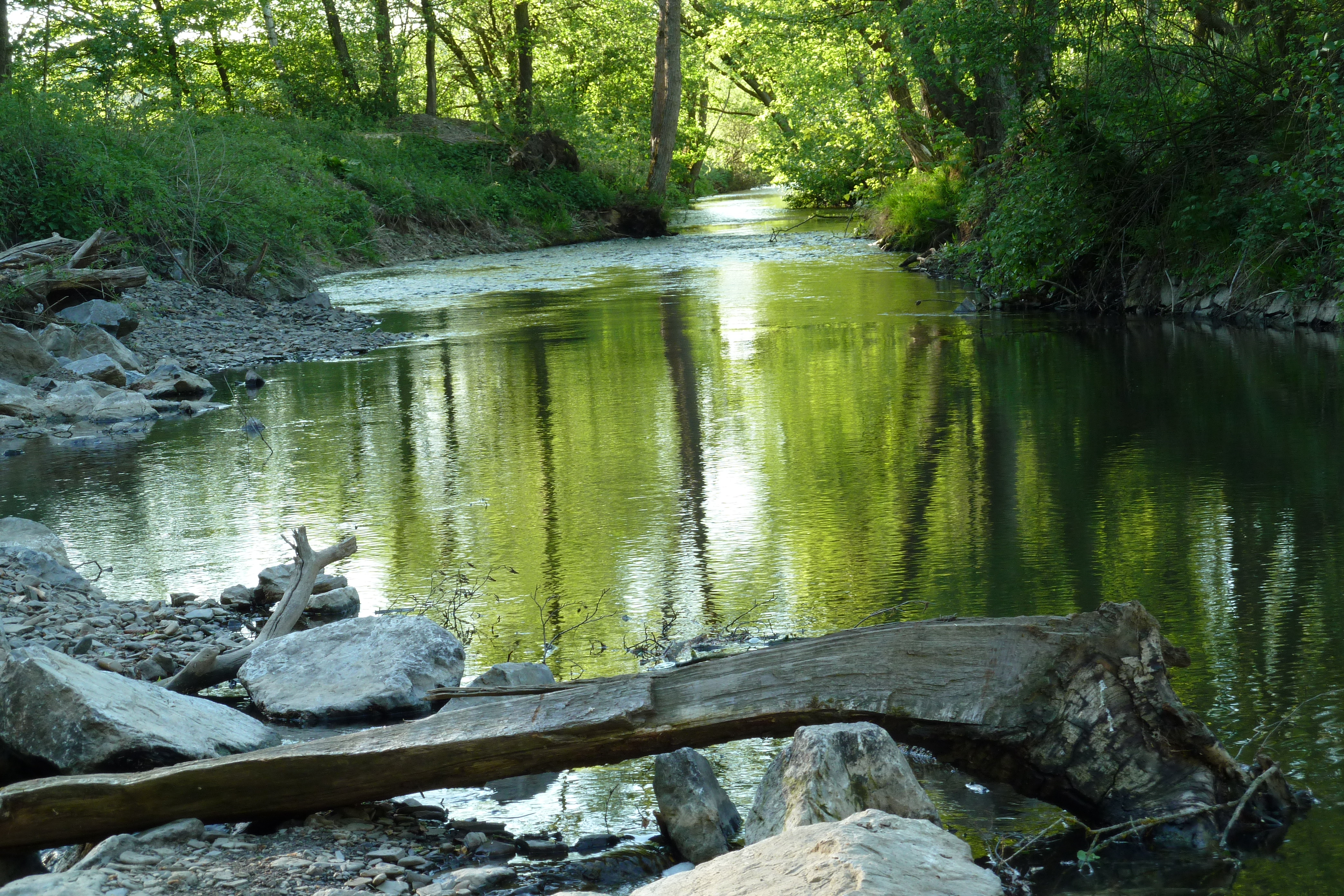

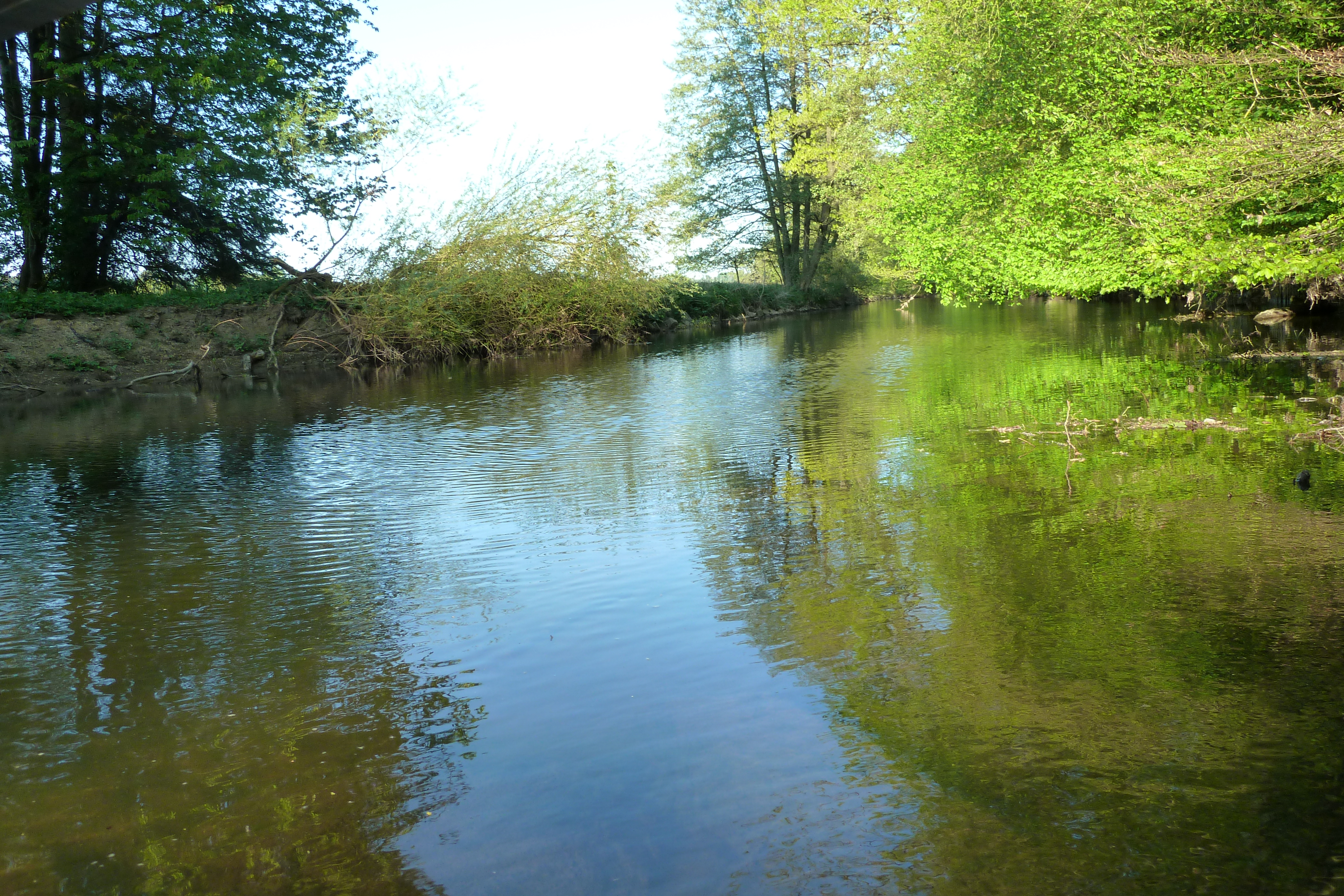

Мёне берёт своё начало в месте слияния трёх рек вместе с Osterhof и Fünf Brücken:
- Исток реки А (лежащий к северу от Брилона)
- Исток реки Hunderbecke
- Исток реки Goldbach

Основным притоком Мёне является Хефе. Площадь водосборного бассейна составляет 91,127 км², что является долей примерно в 20 % от объёма Мёне. Другие важные притоки — Глен и Вестер. Ниже приводятся притоки Мёне, имеющие площадь водосборного бассейна более 5 км² и протяжённость более 5 км.
| Название      | Правый/левый приток | Местонахождение (км от устья Мёне) | Протяжённость (км) | Водосборный бассейн (км²) | Высота (м. над ур. моря) | DGKZ     |
| ------------- | ------------------- | ---------------------------------- | ------------------ | ------------------------- | ------------------------ | -------- |
| А             | слева               | 59,9                               | 7,4                | 23,071                    | 385                      | 2762 12  |
| Romecke       | справа              | 49,5                               | 4,3                | 7,087                     | 314                      | 2762 16  |
| Бибер         | слева               | 45,4                               | 8,2                | 10,929                    | 292                      | 2762 18  |
| Küttelbieke   | справа              | 43,0                               | 5,3                |                           | 279                      | 2762 194 |
| Гленне        | слева               | 40,9                               | 17,1               | 67,296                    | 271                      | 2762 2   |
| Große Dümecke | справа              | 38,0                               | 2,9                | 10,139                    | 258                      | 2762 32  |
| Вестер        | слева               | 36,4                               | 14,3               | 54,496                    | 252                      | 2762 4   |
| Quamecke      | слева               | 32,3                               | 3,8                | 5,428                     | 238                      | 2762 52  |
| Wanne         | слева               | 26,0                               | 3,8                | 6,261                     | 222                      | 2762 54  |
| Хефе          | слева               | 13,3                               | 22,3               | 91,127                    | 214                      | 2762 6   |
| Aupke         | слева               | 3,3                                | 5,5                | 7,309                     | 160                      | 2762 8   |

## История
Во время Великой Отечественной войны 16 мая 1943 года британская авиация нанесла авиаудар по гидроузлу Мёне восточнее Дортмунда, что привело к сбросу в реку более чем 122 млн кубометров воды. Результатом стала волна попуска высотой около 10 метров, которая уничтожила многие населённые пункты, создав зону затопления длиной около 200 км и шириной до 2 км.